# HD 144362
HD 144362，又名BD-05 4234，SAO 140945、HR 5989，是一颗恒星，视星等为6.53，位于銀經4.86，銀緯32.37，其B1900.0坐标为赤經16h 0m 24.2s，赤緯-6° 32.37′ 10″。